# Gueto de Pińsk
El Gueto de Pińsk (en polaco: Getto w Pińsku, en bielorruso: Пінскае гета) fue un gueto creado por la Alemania nazi para el confinamiento de judíos que vivían en la ciudad de Pińsk (actualmente Pinsk, Bielorrusia) en el territorio oriental de Polonia. Pińsk fue ocupado por el Ejército Rojo en 1939 durante la invasión soviética de Polonia e incorporado a la RSS de Bielorrusia. En 1941, la ciudad fue capturada por la Wehrmacht en la Operación Barbarroja en julio de 1941; se incorporó en el Reichskommissariat alemán de Ucrania en otoño de 1941.
En la masacre del 5 al 7 de agosto de 1941, 8,000 judíos fueron asesinados en las afueras de Pinsk. La creación posterior del gueto fue seguida, más de un año después, por el asesinato de la población judía encarcelada de Pińsk, con un total de 26 000 víctimas: hombres, mujeres y niños. La mayoría de los asesinatos tuvieron lugar entre el 29 de octubre y el 1 de noviembre de 1942 por el Batallón de Policía 306 de la Policía de la Orden Alemana y otras unidades. Fue la segunda operación de disparos en masa más grande en un solo asentamiento hasta esa fecha en particular durante el Holocausto, después de Babi Yar, donde la cifra de muertos superó los 33 000 judíos. La matanza de Babi Yar fue superada solo por la Aktion Erntefest del 3 de noviembre de 1943 en el distrito de Lublin, con 42 000 a 43 000 judíos asesinados a la vez en pozos de ejecución, específicamente para este propósito.

## Antecedentes
Polonia se independizó al final de la Primera Guerra Mundial. En la masacre de Pinsk, en abril de 1919, durante la Guerra polaco-soviética, la guarnición polaca ejecutó sumariamente a 35 hombres judíos sin el debido proceso, bajo la sospecha de tramar un contraataque prosoviético. Fue un crimen de guerra nunca olvidado por los judíos de Pińsk.
En la década posterior, la ciudad creció a 23,497 habitantes como parte del voivodato de Polesia en la Segunda República Polaca. Fue declarada brevemente como la capital de la provincia en 1921, pero un incendio en toda la ciudad provocó la transferencia del poder a Brześć en cuestión de meses. Los judíos constituían más de la mitad del número de residentes de Pińsk y el 17,7% de la población general de la región. Se abrieron nuevas escuelas judías, así como una clínica, un banco, un hogar de ancianos y un orfanato.
En 1939, tras la invasión soviética de conformidad con el Pacto Mólotov-Ribbentrop, Pińsk y los territorios circundantes fueron tomados por la Unión Soviética. La policía secreta de la NKVD realizó redadas y cerró todas las sinagogas y tiendas. Las deportaciones en masa a Siberia siguieron. En ese momento, la población se convirtió en más del 90% de judíos debido a la afluencia de refugiados de Polonia occidental controlada por Alemania. El área se anexó a la República de Bielorrusia soviética después de las elecciones a las Asambleas populares de Ucrania occidental y Bielorrusia occidental realizadas en una atmósfera de terror.

## Ocupación alemana
El 22 de junio de 1941, Alemania invadió la Unión Soviética en la Operación Barbarroja. Las fuerzas avanzadas de la Wehrmacht ingresaron a Pinsk el 4 de julio de 1941. Los habitantes cristianos dieron la bienvenida al ejército alemán como libertadores del régimen soviético, saludándolos con pan y flores. Bajo las nuevas regulaciones antisemitas, a los judíos se les prohibió salir de la ciudad o comprar en el mercado y se les requirió usar brazaletes con la Estrella de David. Se llevaron a cabo asesinatos al azar, palizas, saqueos, requisas y secuestros de judíos para trabajos forzados.
Un Judenrat (Consejo Judío) se formó el 30 de julio de 1941. En la noche del 4 de agosto, 300 judíos fueron detenidos para obligar al Consejo a reunir judíos entre las edades de 16 a 60 años, aparentemente por un detalle laboral. Miles de hombres fueron sacados de la ciudad y fusilados en trincheras preparadas. En los próximos dos días, los alemanes reunieron a más judíos, incluidos niños más jóvenes y algunas mujeres, que también fueron fusilados. Para el 8 de agosto de 1941, 8,000 judíos fueron asesinados de esta manera.

## Resistencia y liquidación del gueto
El gueto en Pińsk solo existió durante medio año, oficialmente entre el 20 de abril y el 29 de octubre de 1942, mucho más corto que la mayoría de los guetos judíos en Polonia. La acción de reubicación tuvo lugar el 1 de mayo de 1942. La comida se racionó y se erigió una cerca de alambre de púas. El mes siguiente, en junio de 1942, tuvo lugar la primera operación de asesinato, con 3.500 judíos detenidos en Pińsk y en las cercanías de Kobryń, y transportados a Bronna Góra (el Monte Bronna) para ser fusilados. Esta fue la ubicación de masacres aisladas de judíos transportados, por trenes del Holocausto desde el Gueto de Brest también.
La población del Gueto de Pińsk aumentó, y los judíos fueron deportados en masa de todos los asentamientos vecinos hasta que se agotaron los alimentos. La liquidación del gueto comenzó el 28 de octubre de 1942. El batallón motorizado alemán se encontró con la resistencia armada de combatientes subterráneos, lo que fue un completo shock para la policía alemana. Los insurgentes disparaban desde búnkeres instalados en secreto, por lo que se llevaron refuerzos y se llevaron a cabo matanzas. Según el informe final emitido por los nazis, 17 000 judíos fueron asesinados durante la insurgencia, lo que elevó el total a 26 200 víctimas antes del cierre del gueto. Diez mil fueron asesinados en un día y el resto al día siguiente. Pocos lograron escapar al bosque. El gueto dejó de existir por completo. Ni una sola casa fue incendiada.
Después de la guerra, las fronteras de Polonia se rediseñaron y Pińsk se convirtió en parte de la Unión Soviética. Algunos de los judíos que sobrevivieron al Holocausto regresaron, pero se les prohibió volver a abrir una sinagoga. En los años setenta y ochenta, la mayoría emigró. Pińsk se convirtió en parte de Bielorrusia independiente en 1991 después del colapso de la Unión Soviética. En 1999, solo 317 judíos vivían en la ciudad.